# Leonid Leonidowitsch Rossolimo
Leonid Leonidowitsch Rossolimo (russisch Леонид Леонидович Россолимо; * 19. Maijul. / 31. Mai 1894greg. in Odessa, Russisches Kaiserreich; † 26. Januar 1977 in Moskau, Sowjetunion) war ein russischer und sowjetischer Geograph, Hydrobiologe, Professor sowie Gründer der sowjetischen limnologischen Schule.

## Leben
Leonid Leonidowitsch Rossolimo

Link zum Bild

Rossolimo war der Sohn von Leonid Iwanowitsch Rossolimo und Christiny Issajewny, geborene Perwanoglu. Sein Bruder Grigori Iwanowitsch Rossolimo (1860–1928) war ein prominenter Neurochirurg. Nach ihm wurde später die Rossolimo-Straße in Moskau benannt. Seine Tochter Olga Leonidowna Rossolimo (1928–2015) war eine bekannte Mammalogin und Museumsdirektorin.
1917 graduierte Rossolimo an der physikalisch-mathematischen Fakultät der Lomonossow-Universität Moskau. Anschließend arbeitete er an den biologischen Stationen von Murmansk, Tschernomorski und Kossinski. 
Von 1918 bis 1922 arbeitete er als Assistent an der Universität Odessa. Er untersuchte die Flussmündungen von Odessa sowie das Plankton im Schwarzen Meer und nahm 1924 an einer Expedition zur Erforschung der Barentssee an Bord der Perseus teil. Im Jahr 1922 arbeitete er als Assistent an der Lomonossow-Universität Moskau. Von 1923 bis 1941 war Rossolimo Direktor der limnologischen Station Kossinski, die sich in der Oblast Moskau in der Nähe des Weißen Sees, des Schwarzen Sees und des Swjatojesees befand. 1923 wurde das Seengebiet (mit einer Gesamtfläche von 54,4 ha) in die Liste der ersten Reservate der Sowjetunion aufgenommen, zusammen mit den Reservaten von Astrachan, Ilmenski, Pensa, Kaukasien und der Krim. Das Gebiet der Seen und Sümpfe von Kossinski wurde zu einem Naturschutzgebiet erklärt. Während seiner Leitung veröffentlichte Rossolimo 23 seiner Schriften. Er wurde zum Begründer der sowjetischen limnologischen Schule, der Wissenschaftler wie W. I. Kudrjaschow, Georgi Georgijewitsch Winberg, K. A. Maklewski und Sergei Iwanowitsch Kusnezow angehörten. 1935 wurde Rossolimo zum Professor ernannt. 1937 wurde er zum Doktor der Geowissenschaften promoviert. 
Rossolimos wissenschaftliches Interesse galt vor allem dem Plankton, der Untersuchung von Seen als aquatische Landschaften, physikalisch-chemischen und biologischen Prozessen der Stoff- und Energieumwandlung in Gewässern verschiedener geographischer Zonen und Regionen sowie Fragen der anthropogenen Beeinträchtigung von Seen. Ab 1932 stellte er in seinen Arbeiten ein neues Gleichgewichtsprinzip für die Untersuchung von Gewässern vor, was in der Sowjetunion einen bedeutenden Fortschritt im Bereich der Erforschung des Stoffkreislaufs und der Energieumwandlung darstellte. Auch Georgi Winberg begann seine Untersuchungen zur Primärproduktion (d. h. zur Bildung organischer Substanz durch Autotrophie) im Rahmen des sogenannten „Gleichgewichtsansatzes“. Er verwendete die Methode der „dunklen und hellen Flaschen“, die es ermöglichte, die Menge der bei der Photosynthese gebildeten organischen Substanz anhand der Menge des freigesetzten Sauerstoffs zu beurteilen.
Im Jahr 1938 leitete er die neu gegründete biologische Station der Staatlichen Universität Moskau für den Weißen See. Von 1942 bis 1959 leitete er die Abteilung für Hydrologie am Moskauer Institut für Technologie in der Fischerei-Industrie.
Ab 1959 leitete er die Limnologie-Gruppe des Instituts für Geographie der Russischen Akademie der Wissenschaften.
Rossolimos Bibliographie umfasst mehr als 80 Publikationen.